# 시간 기준 가치결정
시간 기준 가치결정(Time-based pricing)은 서비스가 제공되거나 상품이 전달될 때 가격이 시간에 따라 결정되는 계약으로, 서비스 제공자나 상품 공급자의 계약을 가리킨다.

## 종류
- TOU(time-of-use pricing) 가격 결정
- 피크 요금제(critical peak pricing)
- 실시간 가치결정(동적 가치결정): 제품의 가격이 고객의 수요 특성이나 판매자의 공급 상황에 따라 달라지는 것을 의미한다.[1]
- peak load reduction credits